# Лиммен
Лиммен (нидерл. Limmen) — город в Нидерландах, на западе провинции Северная Голландия примерно в 9 км к юго-западу от Алкмара. Входит в муниципалитет Кастрикюм. До 2002 года был отдельным муниципалитетом. Население: 6 817 (1 января 2006).
В 2001 году в городе Лиммен было 5602 жителей, в более широкой статистическая область Лиммена насчитывается около 6860 человек. Застроенная площадь города составляла 1,2 км² и содержала 2061 жилых домов.

## История
Лиммен упоминается в различных документах с 750 года под названием Лимбон (Limbon), а затем под современным названием. За свою длинную историю город видел как процветающие времена, так и времена упадка.
В начале XV века жители Лиммена стал более зависимыми от сельского хозяйства, в то время как значение торговли для города упало, что привело к упадку, в частности, город покинули многие богатые жители. В течение трёх столетий Лиммен не развивался и не рос, несмотря на некоторые усилия властей, направленные на то, чтобы сделать город более привлекательным. Примерно в 1850 году в Лиммене осталось всего 450 жителей.
В конце XIX века вследствие растущей голландской инфраструктуры Лиммен стал более доступным, что способствовало росту города. Было создано больше предприятий и рабочих мест, в
частности, Лиммен стал так называемым «bollencentrum» (луковичным центром) северной части Голландии.

## Цветочные дни
Ежегодно в мае месяце в Лиммене традиционно проходят Bloemendagen («Цветочные дни»). Жители города делают перед своим домами мозаики из восточных гиацинтов. В жюри набирают жителей из соседнего города Кастрикюма. В Лиммене также есть ботанический музей.

## Достопримечательности
Реформатская церковь была построена на береговой линии в XIII веке и имеет башню в позднероманском стиле. Во время Нидерландской революции церковь была частично разрушена. 25 лет спустя она была перестроена.
Hortus Bulborum — ботанический сад с более чем 2500 различными типами луковичных растений.

## Города-побратимы
- Спитак, Армения (с 2001)[3]